# Mercedes-Benz M115
La sigla Mercedes-Benz M115 (o Daimler-Benz M115) indica un motore a scoppio prodotto dal 1967 al 1980 dalla Casa tedesca Daimler-Benz per il suo marchio automobilistico Mercedes-Benz.

## Profilo e caratteristiche

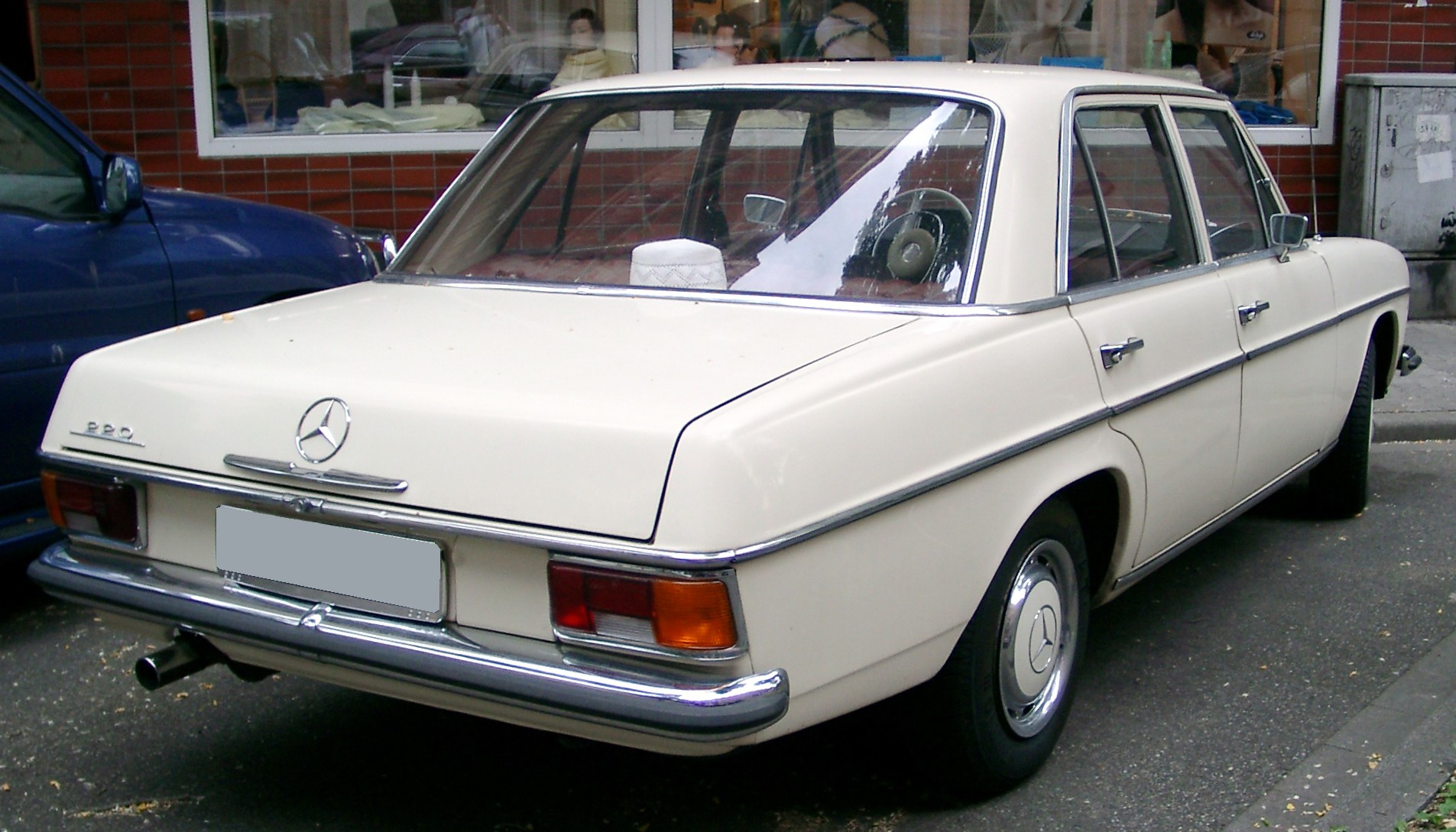
I motori M115 hanno trovato grande applicazione nei modelli della Mercedes-Benz W115

Questa nuova famiglia di motori esordisce nel 1967 in concomitanza con il lancio della nuova serie di autovetture, le W114/W115. 

Questi nuovi motori derivavano strettamente dal 2 litri M121 con il quale condividevano gran parte della componentistica.

Le differenze più evidenti stavano essenzialmente in una fasatura dell'albero a camme leggermente modificata e nell'adozione di nuovi carburatori Stromberg in luogo dei precedenti Solex.

Sono esistite tre versioni di motori M115: una da 2 litri, una da 2.2 litri e l'altra da 2.3 litri. Le caratteristiche in comune a tali versioni erano le seguenti:
- architettura a 4 cilindri in linea;
- distribuzione ad un asse a camme in testa;
- testata a due valvole per cilindro;
- alimentazione a carburatore;
- rapporto di compressione: 9:1;
- albero a gomiti su 5 supporti di banco.

Questi motori, prodotti per 13 anni, sono stati sostituiti nel 1980 dalla nuova famiglia di motori M102.

Di seguito vengono descritte più in dettaglio le tre versioni che compongono la famiglia di motori M115.

### Versione da 2 litri: M115V20
Il 2 litri M115 è il primo tra i due motori M115 a debuttare, ed è quello che sostanzialmente ha mantenuto invariata la maggior parte delle caratteristiche del precedente 2 litri M121, dalla cilindrata alle prestazioni.

Le caratteristiche di tale motore erano, oltre a quelle già viste, valide per entrambe le versioni, anche le seguenti:
- alesaggio e corsa: 87x 83.6 mm;
- cilindrata: 1988 cm³;
- potenza massima: 95 CV a 4800 giri/min (94 CV a 4800 giri/min dal 1976);
- coppia massima: 156 Nm a 2800 giri/min (158 N·m a 3000 giri/min dal 1976);
- applicazioni:
  - Mercedes-Benz 200/8 W115 (1967-76);
  - Mercedes-Benz 200 W123 (1976-80).

### Versione da 2.2 litri: M115V22
Il 2.2 litri M115, noto anche come M115V22, era in pratica una versione a corsa allungata (da 83.6 a 92.4 mm) del 2 litri appena visto. In questo modo la cilindrata sale a 2197 cc. Questo motore ha debuttato nel 1967 in affiancamento all'unità M115V20 ed è stato pensionato nel 1972 per essere sostituito dal 2.3 litri della stessa famiglia. In questo motore la potenza massima raggiunge 105 CV a 5000 giri/min, con una coppia massima di 179 N·m a 2800 giri/min. Il motore M115V22 ha trovato applicazione unicamente sulla Mercedes-Benz 220 W115, prodotta dal 1967 al 1972.

### Versione da 2.3 litri: M115V23
Il motore M115 da 2.3 litri ha debuttato nel 1972 ed è andato ad affiancare sia il 2 litri della stessa famiglia, sia l'equivalente unità della famiglia M180, quest'ultima però a 6 cilindri.

Il 2.3 litri M115 nasceva da una rialesatura del 2 litri, i cui cilindri sono stati aumentati sensibilmente di diametro, da 87 a 93.75 mm, così da ottenere una cilindrata complessiva di 2307 cc.

Per non interferire troppo con il 2.3 M180 da 120 CV, la potenza massima è stata volutamente limitata a 110 CV a 4800 giri/min, con un picco di coppia pari a 186 N·m a 2500 giri/min. Questo motore è stato montato su:
- Mercedes-Benz 230.4 W115 (1973-76);
- Mercedes-Benz 230 W123 (1976-80);
- Mercedes-Benz 230C W123 (1976-80).

Altre due varianti di tale motore erogavano invece solo 90 e 102 CV rispettivamente a 5000 e 5200 giri/min, con un picco di coppia pari a 167 e 172 N·m a 2500 e 3000 giri/min. Entrambe queste varianti hanno trovato applicazione sotto il cofano della Mercedes-Benz 230G W460, prodotta dal 1979 al 1986.